# Sagara (langue)
Le sagara est une langue bantoue parlée dans les régions de Morogoro et de Dodoma en Tanzanie.

## Sources
- (en) The synchronic phonology and nominal morphology of Sagala (Bantu G39, Tanzania): A preliminary study, 2018 (lire en ligne)